# Ryan Hollins
Ryan Kenwood Hollins (* 10. Oktober 1984, Pasadena, Kalifornien) ist ein ehemaliger US-amerikanischer Basketballspieler, der zuletzt bei den Memphis Grizzlies in der amerikanischen Profiliga NBA unter Vertrag war. Der 2,13 m große Hollins spielte überwiegend auf der Position des Centers.

## College
Von 2002 bis 2006 spielte er bei den UCLA Bruins und erzielte durchschnittlich 5,5 Punkte und 4 Rebounds pro Spiel.

## Karriere
Hollins wurde in der NBA Draft 2006 an 50. Stelle ausgewählt. Er war der insgesamt 100. gedraftete Spieler, welcher zuvor an der UCLA gespielt hatte. In seiner Freshman-Saison erzielte er durchschnittlich 2,6 Punkte in 27 Spielen. Bis zum 16. Januar 2009 blieb er in Charlotte, ehe er zusammen mit Matt Carroll für Desagana Diop zu den Dallas Mavericks geschickt. Am 3. August boten die Minnesota Timberwolves ihm einen 7-Millionen Dollar Vertrag für 3 Jahre an. Die Mavs stellten das Angebot nicht ein und so wechselte er nach Minneapolis. Am 26. Juli 2010 wurden Ryan Hollins und Ramon Sessions zu den Cleveland Cavaliers transferiert. Dafür gingen Sebastian Telfair, Delonte West und ein Secondroundpick nach Minnesota. Von den Cavs wurde Hollins am 20. März 2012 entlassen. Drei Tage später nahmen ihn die Boston Celtics für den Rest der Saison unter Vertrag. Mit den Celtics konnte Hollins bis in Conference Final der Eastern Conference einziehen. Dort mussten sich die Celtics allerdings den Miami Heat geschlagen geben. Zur Saison 2012/13 wechselte Hollins von Boston zu den Los Angeles Clippers. Nach Ablauf seines Vertrages in Los Angeles unterzeichnete Hollins einen Einjahresvertrag bei den Sacramento Kings. Im November 2015 unterzeichnete Hollins einen Vertrag bei den Washington Wizards. Schon im Dezember wechselte er zu den Memphis Grizzlies, wo er zum Saisonende auch seine Karriere beendete.